# 連鎖 〜裏切りの鎖〜
『連鎖 〜裏切りの鎖〜』（れんさ うらぎりのくさり）は、1999年12月17日にSelenより発売された18禁アドベンチャーゲームである。

## 概要
Selen2作目の作品。主人公は父が運営する学園に通っているあるとき父に呼び出され、父が学園の女子生徒や女性教師を使い奴隷調教し娼婦として働かせている売春組織をしていることを教えられ、娼婦が足りないことから特定の条件下で女子生徒の中から娼婦を調達しろと命じられる。ストーリー選択によってはただ単に凌辱されていく日々なのか、それとも主人公に対して愛情を抱くか。選択によってエンディングは大きく変わる。

## ストーリー
蒼葉学園2年生の御子柴修は父が学園長をしているところに通学していることもあって不自由なく過ごしていた。ある日、修は学園長室に呼び出される。そしてそこで父が裏の顔としてこの学園の女子生徒や女性教師を奴隷調教し娼婦として働かせている売春組織をしていることを教えられる。そして父はこう切り出す「娼婦が足りない。お前が調達しろ」。この学園の女子生徒から娼婦を調達しろということだ。やはり親子ということや売春組織を夢のような組織だと思っている修はそれを快諾する。ただしそれには条件があり娼婦として調達するのは3人だけ、学園一の人気を誇る成田姉妹のうち1人を必ずその中に入れて調達こなければならないという。また出来れば2人とも調達してほしいとか。姉の麻衣はクラスメイト、妹の亜衣とは先輩後輩の関係、以前から他の生徒へは「商品には手を出すな」と父から言いつけられていたこともあり学園では普通の生徒として振る舞い2人からは好感をもたれていた。奴隷として堕とす方法を考え、修は行動を開始した。

## 登場キャラクター
御子柴 修（みこしば しゅう）
声 - なし
主人公。父が学園長をしている蒼葉学園の2年生。ある日、父に呼び出された修は父が学園の女子生徒や女性教師を使って奴隷調教し娼婦として働かせている売春組織があることを教えられる。そして父から女子生徒の中から3人を特定の条件下で娼婦として調達組織せよと命じられ、組織だと夢のようだと思っていることや親子ということもありそれを快諾する。父親譲りの鬼畜さでまず成田姉妹のどちらかを奴隷として堕とし、その奴隷に命じて新たな奴隷を作り出すという方法を思いつく。
成田 麻衣（なりた まい）
声 - 岩田由貴
修のクラスメイトで成田姉妹の姉。優等生でリーダー気質。妹の亜衣に対して過保護。身長165cm、体重47kg。スリーサイズはバスト85cm、ウエスト58cm、ヒップ86cm。
成田 亜衣（なりた あい）
声 - 海原エレナ
蒼葉学園の1年生で成田姉妹の妹。亜衣から過保護にされていることもあり気弱な性格。身長153cm、体重42kg。スリーサイズはバスト78cm、ウエスト55cm、ヒップ82cm。
南野 麗奈（なんの れな）
声 - 佐藤亜美
蒼葉学園の3年生でそろそろ引退の生徒会長。冷静沈着過ぎて冷たい人とも思ってしまうが根は優しい。身長160cm、体重46kg。スリーサイズはバスト86cm、ウエスト58cm、ヒップ87cm。
鈴鹿 美里（すずか みさと）
声 - 岩田由貴
蒼葉学園の1年生。可愛らしく憎めない性格。身長152cm、体重42kg。バスト83cm、ウエスト57cm、ヒップ85cm。
桜 さつき（さくら さつき）
声 - 南雲涼
蒼葉学園の学生で修の同級生。空手をしていて男でもどうとでもないかなりの腕前。熱血なので女版空手バカ一代のような存在。身長170cm、体重50kg。バスト82cm、ウエスト60cm、ヒップ89cm。
藤沢 香織（ふじさわ かおり）
声 - 北条明日香
蒼葉学園の養護教諭。身長167cm、体重46kg。バスト90cm、ウエスト57cm、ヒップ88cm。
伊藤 萌子（いとう もえこ）
声 - 北都南
蒼葉学園の体育教諭。身長158cm、体重45kg。バスト83cm、ウエスト56cm、ヒップ84cm。
御子柴 剛（みこしば ごう）
声 - 三崎充
蒼葉学園の学園長で修の父。修に売春組織のことを打ち明け、娼婦を補充するために特定の条件下で調教した娼婦の調達を命じる。

## スタッフ
- シナリオ - 矢獲
- 原画 - 村上水軍
- 音楽 - FUYUKI